# Carmex
Carmex est une marque de baume à lèvres produite aux États-Unis. 

## Histoire
Dans les années 1930, Alfred Woelbing expérimente la création de sa propre ligne de baume à lèvres et d'autres produits cosmétiques. Woelbing créé Carmex sur la cuisinière de sa famille. Il commence par vendre le produit dans le coffre de sa voiture et la popularité se développe grâce au bouche-à-oreille. À cette époque, Woelbing et sa femme versaient leur baume à lèvres dans des tubes jaunes à bouchon rouge désormais bien connus. En 1957, l'entreprise familiale quitte la maison et s'installe dans un local loué à Wauwatosa, dans la banlieue de Milwaukee.

## Ingrédients
Aux États-Unis, les ingrédients actifs sont la benzocaïne, le camphre (1,7 %), le menthol (0,7 %), le phénol (0,4 %) et l'acide salicylique,. Les ingrédients inactifs, dans l'ordre du plus au moins utilisé dans le produit, sont le pétrolatum, la lanoline, la paraffine, le beurre de cacao, la cire d'abeille et les arômes. Cependant, cette formule varie légèrement dans le monde. Par exemple, le phénol n'est pas inclus en Allemagne car son utilisation dans les cosmétiques est interdite dans l'Union européenne.